# Verge de la Humilitat
Verge de la Humilitat en el catolicisme és el nom que reben representacions de Maria, mare de Jesús on apareix asseguda a terra o sobre un coixí baix, amb el nen a sobre. Representa la submissió de Maria a les ordres divines, que van començar al moment de l'Anunciació. La humilitat és una virtut molt preuada pel cristianisme, ja que és l'oposat a la supèrbia, un pecat capital que va provocar entre d'altres la caiguda de Satanàs.

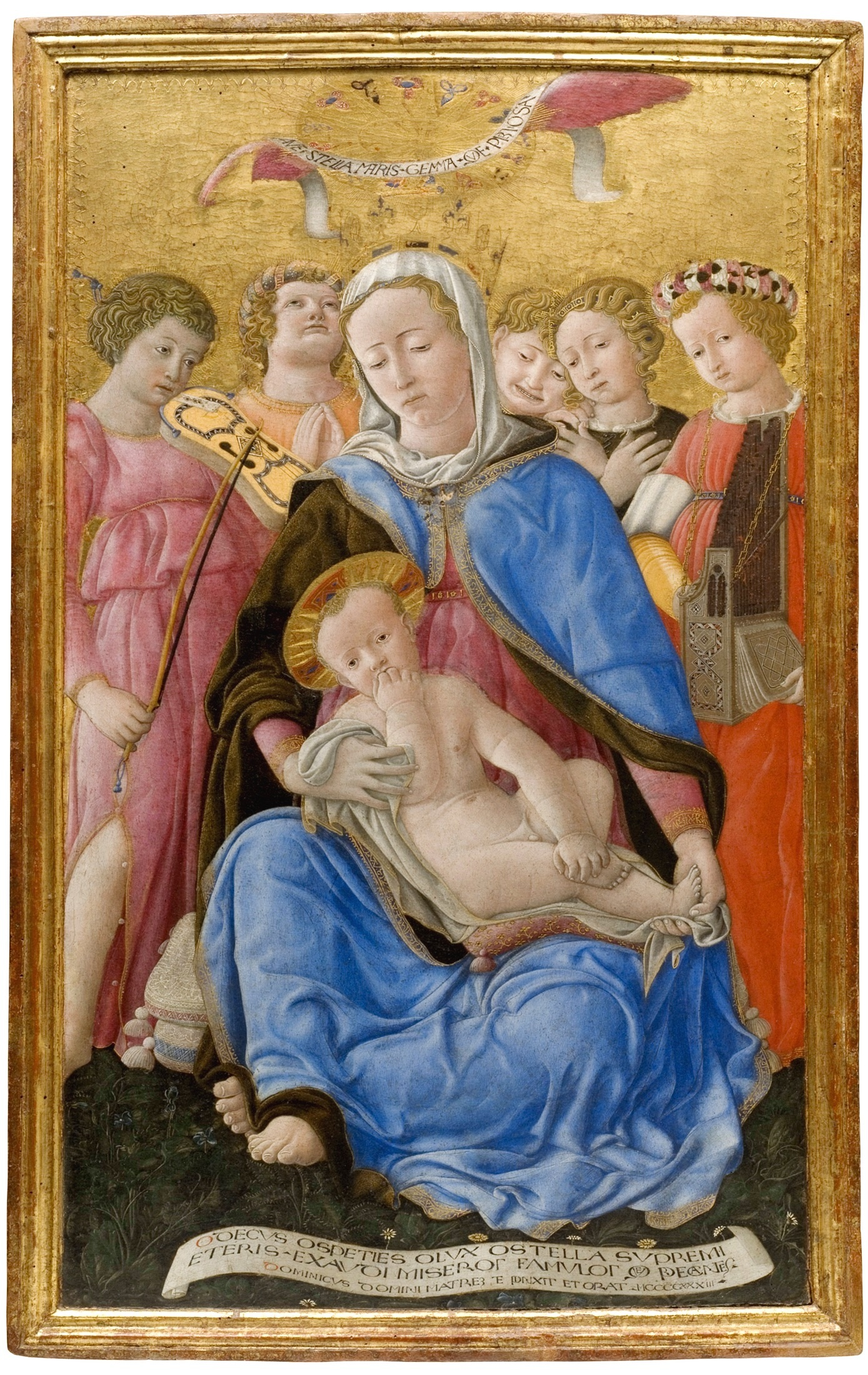
Exemple de representació canònica de la Verge de la Humilitat

Aquestes imatges de la Verge van començar a aparèixer en pintures (especialment) i escultures de finals de l'edat mitjana i van ser un tema comú entre els artistes del Trecento. L'orde dels franciscans va promoure el seu ús, ja que s'adeia als principis de senzillesa que intentaven inculcar entre els seus monjos. El fet que Maria, malgrat ser la Reina del Cel, no busqui elevar-se ni tan sols físicament i adopti una postura arran de terra és un exemple per als humans, que sovint volen anar més enllà del lloc que els pertoca i es vanten dels seus mèrits. La imatge juga amb l'etimologia de la paraula "humilitat", que prové del llatí humus, terra. L'arribada de la pesta negra, amb el recordatori de la mortalitat i insuficiència humanes, va ajudar a fer popular aquesta iconografia, que apareixia juntament amb altres imatges com la contrària, la Maestà. Al renaixement va continuar representant-se aquesta postura, encara vigent, però va perdre popularitat enfront altres variants pictòriques.
La Verge de la Humilitat sovint apareix amb els peus nus i envoltada d'àngels, elements naturals o prefiguracions de la vida de Crist, que es representa com un nadó confiat als seus genolls, assegut o més freqüentment estirat. Les dues figures poden estar mirant-se, en una escena de tendresa, o bé fitar l'espectador per transmetre el seu missatge. Aquest contacte i el marc humà allunyen la imatge d'una altra representació de Maria asseguda, la de sedes sapientiae, on ella apareix en un tron i amb el nen a sobre però simbolitza justament el coneixement i és per tant una icona de poder. La postura en aquest tema, típic del romànic, és més rígida que a la Verge de la Humilitat, on guanya en naturalitat.
Alguns artistes cèlebres que van conrear aquest gènere als seus inicis foren Simone Martini, Domenico di Bartolo, Filippo Lippi, Giovanni di Bartolomeo Cristiani, Giovanni di Paolo i Fra Angelico.
El papa Francesc quan va accedir al pontificat va rebre una icona de la Verge de la Humilitat.